# 马尔达凯特区 (阿尔察赫)
马尔达凯特省是阿尔察赫共和国事实上的一个省，由于该共和国未得到国际广泛承认，该省在法律上属于阿塞拜疆。当地人口主要为亚美尼亚人。面积1795平方公里，人口20185人。治所为马尔达凯特。甘扎萨尔修道院位于此地。